# Hesediel
Hesediel o Zadkiel (Heb. צדקיאל Tzadqiel, "Favore di Dio" e "Giustizia di Dio") è l'arcangelo della libertà, della benevolenza, della grazia, e angelo patrono di coloro che perdonano. È conosciuto anche come Sachiel, Zedekiel, Zadakiel, Tzadkiel, Zedekul e altri simili nomi.

## Ebraismo

Hesediel o Zadkiel corrisponderebbe all'angelo che impedisce ad Abramo di sacrificare suo figlio Isacco.

In alcuni scritti ebraici Hesediel appartiene all'ordine Hashmallim ovvero il Coro delle Dominazioni, da alcune fonti viene considerato il capo di quest'ordine. Nel Maseket Azilut Hesediel/Zadkiel viene definito come Capo assieme all'Arcangelo Michele dell'ordine di Shinanim. Come angelo della grazia, alcuni testi considerano Hesediel o Zadkiel come l'angelo senza nome che si rivela ad Abramo fermandolo dal sacrificare suo figlio Isacco, a causa di questo viene spesso raffigurato impugnare un pugnale, mentre altre iconografie lo raffigurano impugnare uno scettro. Altri testi citano Gabriele come l'angelo che si "manifesta" portando la volontà di Dio, facendolo a volte anche tramite altri Angeli.
Hesediel è uno dei due latori (assieme a Zophiel) che seguono subito dietro Michele, a testa dell'esercito degli angeli prima della battaglia.

## Iconografia
Hesediel o Zadkiel è associato al colore viola.

## Astrologia ed esoterismo
Nella mistica ebraica e in rituali magici occidentali, Hesediel o Zadkiel è associato con il pianeta Giove.
L'Arcangelo Hesediel regnerebbe sul Coro Delle Dominazioni e su 8 Angeli dominanti distintamente "attribuiti" ai nati dal 23 luglio fino al 2 settembre.
Gli Angeli Custodi al servizio dell'Arcangelo Hesediel sarebbero:
- Nith-haiah - nati tra il 23 e il 27 luglio
- Hahaiah o yeliel - nati tra il 28 luglio e il 1º agosto
- Yeratel - nati tra il 2 e il 6 di agosto
- Seheiah - nati tra il 7 e il 12 agosto
- Reyiel o Reuel - nati tra il 13 e il 17 agosto
- Omael o Omabel - nati tra il 18 e il 22 agosto
- Lecabel o Yecabel - nati tra il 23 e il 28 agosto
- Vasariah - nati tra il 29 agosto e il 2 settembre